# Notiocharis femoralis
Notiocharis femoralis és una espècie d'insecte dípter pertanyent a la família dels psicòdids.

## Descripció
- Mascle: integument corporal de color marró; antenes amb l'escap molt llarg i prim; ales esveltes de 2,27-2,45 mm de llargària i 0,77-0,80 d'amplada.
- Femella: no ha estat encara descrita.[3]

## Distribució geogràfica
Es troba a les illes Filipines: Luzon.